# Creu de Sa Parada
La creu de Sa Parada és una creu de terme situada a la Placeta de Sa Parada, al nucli urbà de Campos, Mallorca. L'antiga creu, existent ja el 1583, fou traslladada el 1884 des de la plaça de Sa Creu a Sa Parada, a l'entrada a Campos des de Llucmajor. Fou esbucada el 1936 i reconstruïda en 1937 pel mestre d'obres Julià Mascaró Ballester. A causa d'una reestructuració viària el 2001, aquesta creu del 1937 fou desplaçada uns 20 metres i emplaçada en una placeta de nova construcció. És construïda de pedra i marès i de parament en verd. Té una base de dos cossos, un de secció octogonal i l'altra de piràmide truncada. El fust és de secció octogonal, igual que el capitell, el qual té vuit figures i una cornisa a la part superior, amb vuit cares. Els relleus representen les figures de sant Jaume, sant Sebastià, un escut amb una corona i dos claus, cinc imatges (tres de les quals duen filacteris). La creu és llatina coronada, de braços rectes amb terminacions en medallons circulars, amb una corona de pedra amb decoració de fulles d'acant que encercla tota la creu. A l'anvers hi ha representat Crist crucificat i, als medallons, un pelicà (símbol de l'eucaristia), la Verge Maria, Sant Joan i Maria Magdalena plorant amb la figura de Crist ressuscitat al sepulcre. Al revers hom hi troba la Verge Maria amb el nin sobre una mènsula amb un àngel portant amb les dues mans una poma; als medallons hi ha la representació del tetramorf (una àguila, un àngel, un lleó i un toro) que representen els quatre evangelistes.